# 2018 KW1
2018 KW1 — астероид, пересекающий орбиту Земли. Относится к группе аполлонов.
Сближение с Землёй произошло 23 мая 2018 года в 11:57 UTC, расстояние — 149159±290 км (0,39 расстояния до Луны), относительная скорость 7,3 км/c (26 275 км/ч).

## Сближения
| дата             | а. е.    | расстояний до Луны | небесное тело |
| ---------------- | -------- | ------------------ | ------------- |
| 23.05.2018 2:38  | 0,001458 | 0,57               | Луна          |
| 23.05.2018 11:57 | 0,000997 | 0,38               | Земля         |